# Vieux-Montreal
El Vieux-Montréal (Viejo Montreal) es el centro histórico de la ciudad de Montreal, situado en el distrito de Ville-Marie. Está comprendido en el cuadrilátero formado por la rue McGill al oeste, la rue Saint-Antoine al norte, la rue Berri al este y el río San Lorenzo al sur. Este incluye el Vieux-Port de Montreal.
El lugar de origen de la ciudad de Montreal es conocido. Se trata de la Place d’Youville, donde se encuentra hoy en día el museo Pointe-à-Callière. Las antiguas fortificaciones de Montreal, transformadas en 1717 y derribadas a comienzos del siglo XIX, marcan las fronteras del barrio del Vieux-Montreal.

## Situación
El histórico distrito del Viejo Montreal está situado en un perímetro formado principalmente por la ruta de las antiguas fortificaciones que pasaron a lo largo de la calle McGill al oeste, el carril de Fortificacions en el norte, la calle Berri al este y la calle de la Commune al sur. Tras las recientes modificaciones, el distrito ha sido ligeramente ampliado para incluir a la calle Sœurs-Grises hacia el oeste, la calle Saint-Antoine al norte y la calle St-Hubert en el este. También incluye el Viejo Puerto de Montreal.

## Orígenes
El sitio original de la ciudad de Montreal conocido como Ville-Marie, es precisamente conocida. Este es el Pointe-à-Callière donde el museo del mismo nombre en una lengua de tierra en la confluencia del río San Lorenzo y Petite Rivière (Pequeño Río, incorrectamente llamado Saint-Pierre). Se trata de Paul de Chomedey, Sieur de Maisonneuve que fundó la ciudad en 1642 en nombre de la Société Notre-Dame de Montreal para la conversión de los indios en la Nueva Francia, una empresa creada por los sulpicianos Jean-Jacques Olier y Jérôme Le Royer , Sieur de La Dauversière. La compañía adquirió el señorío de la isla de Montreal y trajo los primeros colonos a la casa, alimentar, educar y cuidar a los americanos. Estas son las hermanas del Hospital de Montreal, bajo la dirección de Jeanne Mance, que construirá y explotará el primer hospital en Montreal, el Hotel-Dieu de Montreal terminó en 1645.

## La colonia francesa

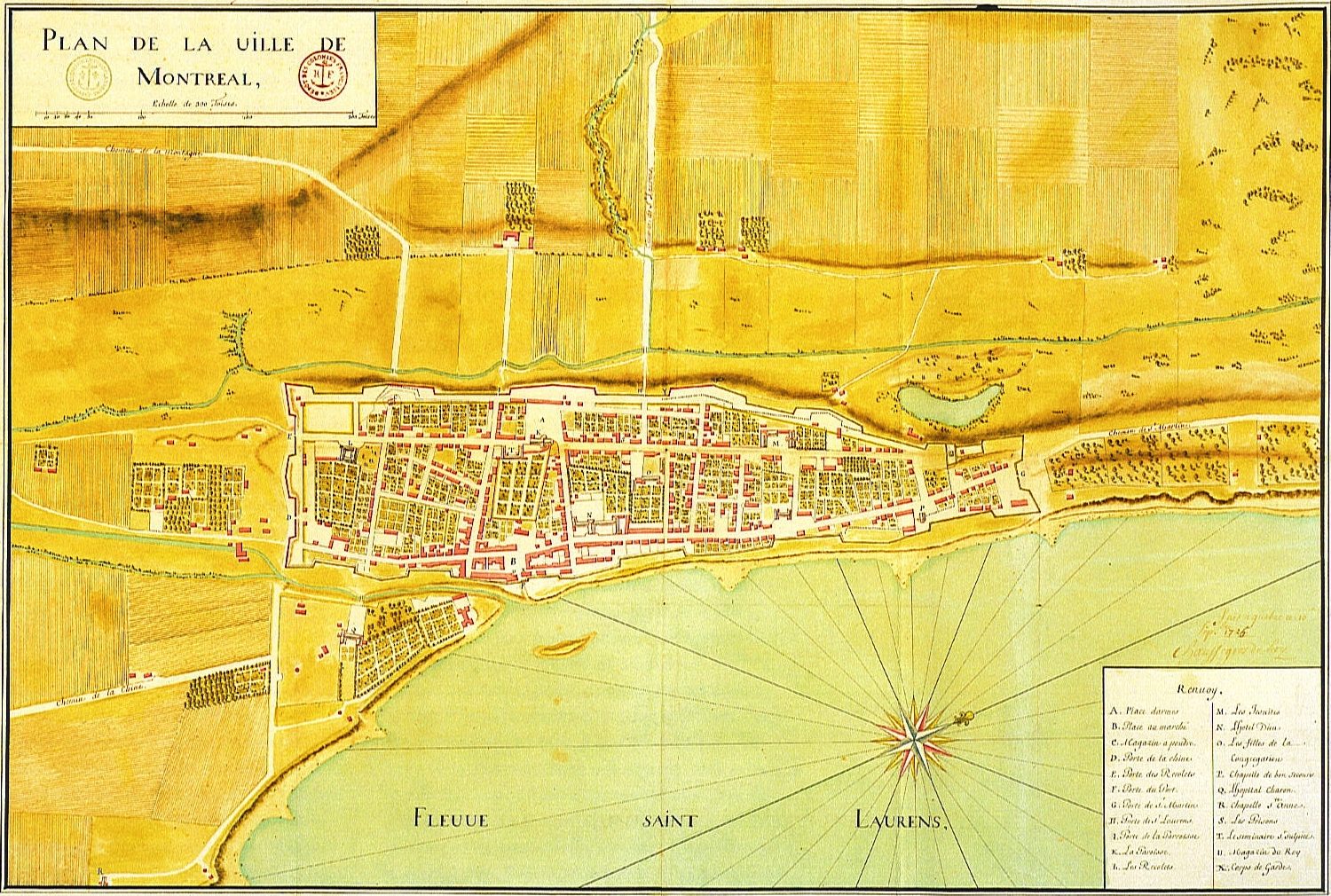
!Montreal, fortificaciones en 1725.

Después de la quiebra de la Compañía de Notre-Dame, los sulpicianos, que llegaron en 1657, se convirtieron en 1663 en señores de Montreal. Este es el sistema señorial. El rey de Francia tiene el poder sobre la colonia. Les  a isla de Montreal a cambio de garantizar el desarrollo a través de la cultura. En 1665, el rey envía una milicia de 1200 hombres, el Regimiento de Carignan-Salières.  . Debe François Dollier Casson el establecimiento de la primera red de calles de la colonia de los senderos existentes. Se establecen las primeras calles , incluida la calle de Notre-Dame, la Rue Saint-Paul y la Rue Saint-Jacques. La red de origen es aún visible hoy en día. Por último, los edificios de la época son el Hotel-Dieu de Montreal, el antiguo Seminario de Saint-Sulpice y la iglesia de Notre Dame que será sustituida después por la basílica de Notre-Dame.

A principios del siglo XVIII, el nombre de Montreal (que originalmente significaba la isla)sustituye al gradualmente  de Ville-Marie. Se trata de una verdadera colonia francesa, donde el sueño inicial de combinar a  los colonos y los indígenas americanos ha disminuido. La llegada en 1657 de Margaret Bourgeoys, quien fundó la Congregación de Notre Dame, luego de la llegada de los jesuitas y recoletos en 1692 refuerza la fe católica de la colonia.

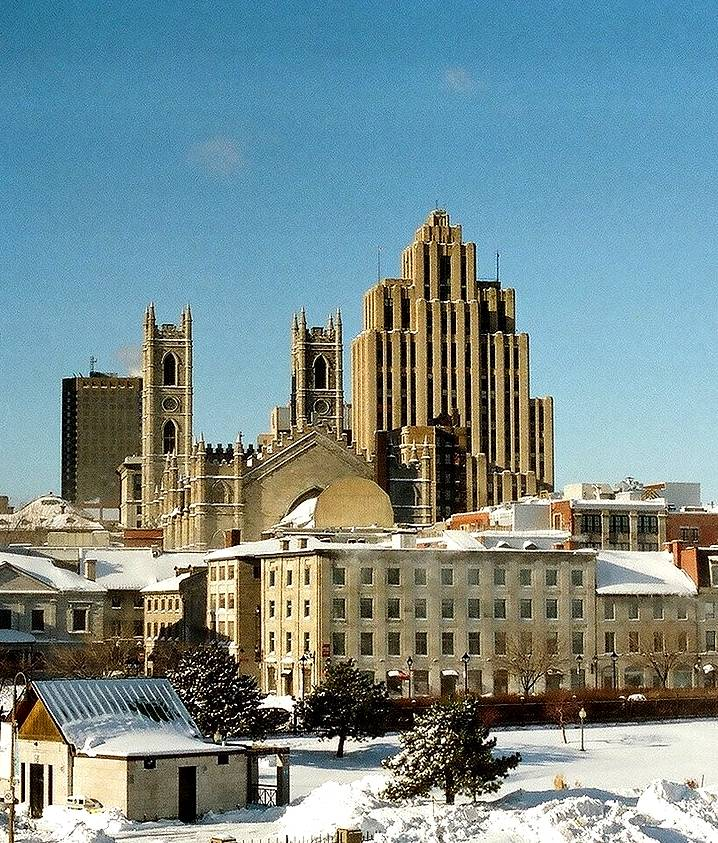
Place d’Armes, vista desde lo alto.

La antigua fortaleza de Montreal, erigida en 1717 por Gaspard de Léry Chaussegros, ingeniero del rey, demolida a principios de siglo XIX, los límites de Montreal en el momento. Existen temores de ser invadida por los británicos. Las fortificaciones fueron construidas para prever la expansión futura. Aunque las paredes proteger posibles ataques (de hecho, nunca han servido), se enfrenta a otro problema importante de la época: una alta concentración de casas de madera de doble calienta más un fuego de madera fue la causa muchos incendios devastadores. En 1721, Montreal recibe una orden real de Francia de prohibir la construcción en madera. El recordatorio constante de este fin pone de manifiesto que no siempre era respetada. La orden se limita la utilización de la madera solamente para el techo y su estructura, que podría tener graves consecuencias cuando se combina con fuertes vientos el fuego. Sólo los ricos de la época y las comunidades religiosas pueden darse el lujo de construir en piedra, los otros deben abandonar las fortificaciones y se instalaron en la periferia o hacer caso omiso de la orden.

## La colonia británica
Nueva Francia pasó a ser una colonia británica en 1763. Incluso si las consecuencias de la conquista no se sintieron de inmediato, será indeleble con la cara del casco antiguo de Montreal. Hasta fines del siglo XVIII, el impacto no es visible, los métodos de construcción heredadas del régimen francés sigue a perpetuar. Sin embargo, la desconfianza de las autoridades británicas a los religiosos católicos causará la salida de varios de ellos fuera del casco antiguo de Montreal.

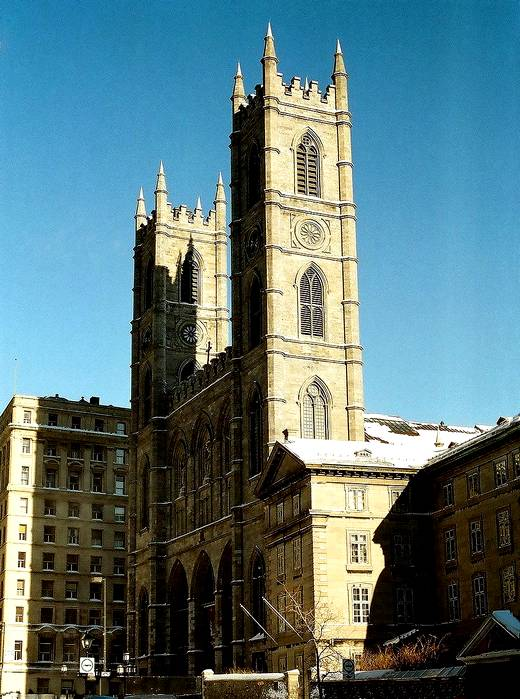
Basílica de Notre-Dame 1830

Además de la progresiva incidencia de la presencia británica, incendios alterar el rostro del Viejo Montreal, en los siglos XVIII y XIX. La construcción y el aumento de la densidad han hecho más dramático y muchas conflagraciones incendios han contribuido a reconfigurar el Viejo Montreal. Por sí mismo, el Hotel-Dieu ocurrir tres veces al fuego.
Los incendios de 1765 y 1768 raseront casi la mitad de los edificios en el Viejo Montreal. En mayo de 1765, el fuego destruyó alrededor de 110 casas antes de grabar el antiguo hotel Callière y el ex Hospital Général. En abril de 1768, 88 casas entre la calle Saint-Jean-Baptiste y Hotel Vaudreuil se queman en el convento de la Congregación de Notre-Dame. En los años siguientes, la ciudad será reconstruida de una forma mucho más densa.
El 6 de junio de 1803, un gran incendio destruyó la cárcel, la iglesia y las dependencias de los jesuitas, una docena de casas y la antigua residencia del Marqués de Vaudreuil. Dos especuladores compraron el campo de Vaudreuil, que ofrece en la tercera a la ciudad y el resto dividido en siete lotes que se reivindica. El espacio concedido a la ciudad se convirtió en la nueva plaza del mercado, llamado Marché Neuf. En 1845 antes de tomar el nombre actual de la Plaza Jacques-Cartier. El espacio ocupado por la iglesia de los jesuitas se convirtió en el Place Vauquelin, y en los antiguos jardines de los jesuitas en 1873 se basará en el Ayuntamiento de Montreal.
En 1821, un incendio destruyó la Mansion House, un hotel de lujo que data de 1815, que albergó la primera biblioteca pública en Montreal con más de 7000 volúmenes. Se sustituye por el British-American Hotel, que fue el primer teatro permanente adjunto Theatre Royal ocurrir cuando Charles Dickens. El hotel se quemó en 1833 y 1845 en este punto es donde se construirá en el Mercado Bonsecours.

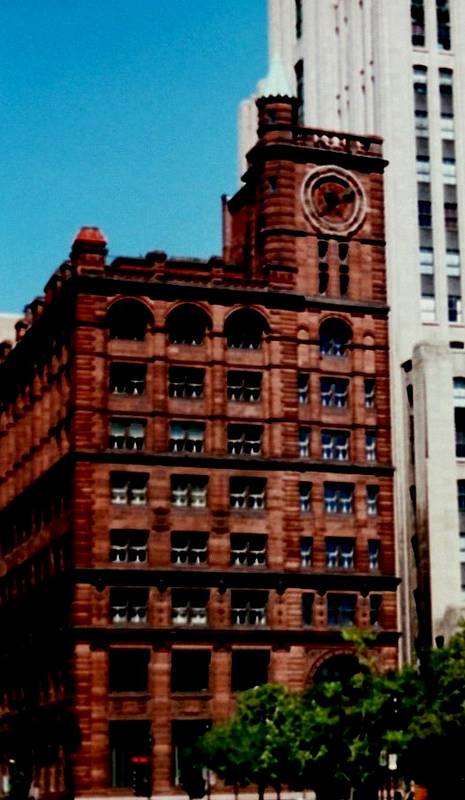
En la Place d’Armes, el primer rascacielos en Canadá, New York Life Building, 1887-1889.

En 1849, se trataba de un motín que causaría un incendio cuyas consecuencias serán políticos, cuando, para protestar contra una ley que los críticos, tories incendiar el Parlamento de Canadá que se encontraba en la antigua Marché Sainte-Anne en Place d'Youville. A raíz de estos incidentes, el Parlamento se trasladará a la nueva capital, Ottawa. Lo irónico es que precisamente cuando el parlamento se construye la primera que quemaron la estación de bomberos en Montreal (1903): el edificio se convirtió en el Centro de Historia de Montreal.
La primera transformación que las autoridades se comprometen, a partir de 1804, es la destrucción de las fortificaciones que rodean el centro de Montreal. Confinamiento en un recinto fortificado determinado uso de la muy densa zona y causó una fuga de cerebros a la parte superior de la pared donde será posible la construcción de residencias de lujo ubicadas en grandes lotes. Terminado en 1815, la desaparición de las murallas se amplía el perímetro de la apertura de la cuarta parte y la periferia, mientras que lo que hace más fluido el tráfico en la isla.
El siglo XIX verá la aparición de una clase burguesa de comerciantes muy diferente de la aristocracia del Antiguo Régimen a buscar privilegios. Gracias a la presencia del puerto, una importante actividad comercial va a cambiar el paisaje urbano con la aparición de la tienda de viviendas, cuya planta baja se utiliza para el comercio, y los pisos son residenciales. Sin embargo, este tipo de construcción será sustituidos progresivamente por las tiendas con las diferencias pisos, mostradores, salones de exposición, talleres de reparación y el envío y la recepción. Este tipo de construcción Viejo Montreal significa que es cada vez menos espacio residencial: los ricos comerciantes construyeron suntuosas residencias más cercanas a la montaña.
Pero el anglosajón es especialmente grave en la banca y las finanzas. Cualquier tipo de negocio requiere una infraestructura financiera que se encuentra principalmente rue Saint-Jacques llamado Wall Street, en Montreal. Estos son los grandes bancos como Bank of Montreal y Royal Bank, las compañías de seguros o las bolsas de valores. Todos estos edificios son de piedra, en un estilo neoclásico y diseñado por los arquitectos anglosajones.
Lo mismo puede decirse de los edificios institucionales, como el Antiguo Palacio de Justicia, la Aduana, la Bonsecours mercado e incluso de la Basílica de Notre-Dame, cuya fachada es obra de un protestante irlandés de New York, James O'Donnell. La única excepción notable es el Ayuntamiento de Montreal, inspirado en el Hotel de Ville de Rennes. En comparación con construcciones de piedra se practica en virtud de los campos francés, el estilo victoriano que se necesita en la segunda mitad del siglo XIX altera el aspecto del casco antiguo de Montreal.

## Renovación
A principios de siglo XX, el dinamismo de la zona sigue creciendo como lo demuestra la construcción de edificios como el Edificio Aldred (1929-1931), la construcción de La Sauvegarde (1913) o la primera de cambio (1903 -- 1904). Las actividades portuarias, el sector financiero, la justicia y el gobierno municipal para ayudar a mantener una actividad constante hasta la Gran Depresión de 1929. Pero los elementos de un inminente descenso no faltan.

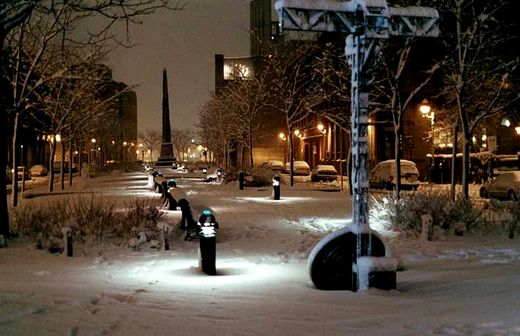
Place d'Youville, renovada en 1999.

El traslado de las instalaciones portuarias mucho más al este se privaría al Viejo Montreal muchas empresas relacionadas con el comercio marítimo, lo que deja muchos almacenes abandonados o edificios comerciales. El paso gradual de algunas calles del centro al norte y la casi completa salida de los residentes (no hay más que unos pocos cientos en 1950) tiene el efecto de vaciado por completo el distrito en el cierre de las actividades. La ausencia casi total de la vida nocturna le da al área una reputación como un sector para evitar la noche.
Además, el Viejo Montreal rendirá homenaje al culto del coche cuando un edificio es destruido, el espacio liberado se convierte en un estacionamiento. De los más prestigiosos, como la Place d’Armes, la Place d'Youville y Plaza Jacques-Cartier será a mediados del siglo XX se refiere auto. Un aparcamiento al lado del Château Ramezay contribuirá a desfigurar aún más la zona.
Para las autoridades municipales, el Viejo Montreal es una especie de anomalía: la herencia del barrio parece escapar por completo. La planificación de los proyectos tendrá en cuenta la ampliación de calles, lo que significaría que muchos de los antiguos edificios arrasados. Pero lo que provoca la movilización para salvar el Viejo Montreal, es un absurdo proyecto de autopista elevada a lo largo del río durante la rue de la Commune. El original neerlandés urbanista Daniel van Ginkel tendrá éxito en convencer a las autoridades a abandonar el proyecto, el ahorro en el camino, el Viejo Montreal. Es a partir de estas protestas comenzaron a convertirse en una conciencia del patrimonio que dará lugar, en 1964, la clasificación de la mayoría de los del barrio como un distrito histórico, aunque al mismo tiempo, el gobierno de Quebec se comprometen a la última masacre arrasando varios edificios del siglo XIX para elevar un nuevo Palacio de Justicia: que sea la última lesión grave.

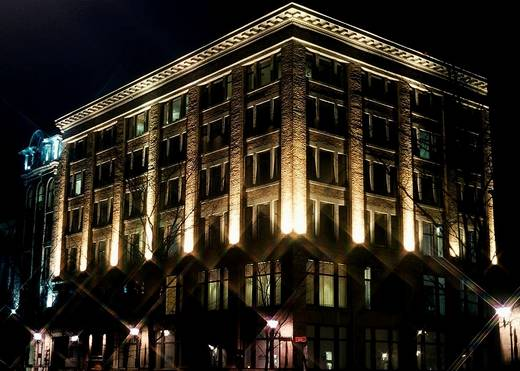
El Lyman (1908) en la Place d'Youville convertido en condominios residenciales en 1985.

Revitalización comienza con el inventario, la mejora y reciclaje de los edificios abandonados. Ellos se convierten en oficinas o condominios residenciales. El proceso suele ser costoso, pero la restauración de edificios da un sello encontrado en ninguna otra parte.
Además de la constante de retorno de los residentes, la zona se convierte en atractivo para el hotel. En el siglo XIX, todos los grandes hoteles en el Viejo Montreal. En 1980, no había ninguno. En 2009, hay una veintena de nuevo, sobre todo en edificios antiguos reciclados lo que les da un carácter único. Un constante flujo de turistas y la presencia de nuevos residentes hacen posible mantener la vida nocturna y entretenimiento.
Además, las autoridades municipales han invertido grandes sumas de dinero para renovar el mobiliario. La Plaza Jacques-Cartier y parte de la Place d'Youville fueron renovadas y una restauración de la Place d’Armes está en curso. Un plano de iluminación pone en evidencia los diferentes estilos de fachadas. Debido a la gran variedad de estilos arquitectónicos, el viejo Montreal se ha convertido también en un destino para muchas películas y el aprovechamiento de un entorno único.
Todos están de acuerdo en el día de hoy que el legado histórico y el patrimonio cultural del casco antiguo de Montreal es su principal atracción. Poniendo de relieve los edificios antiguos y llenar los espacios vacantes con nuevos edificios, el distrito adquirió una dinámica que aumenta todo su poder y es el primer destino turístico en Montreal.

## Lugares de interés
Allí se encuentran algunos museos: Pointe-à-Callière, el Musée du Château Ramezay, el musée d'archéologie de la Chapelle Notre-Dame-de-Bon-Secours, etc. Ciertos edificios datan de principios del siglo XVII.
- Ayuntamiento de Montreal
- Vieux-Port de Montreal
- Mercado Bonsecours
- Basílica Notre-Dame de Montreal
- Capilla Notre-Dame-de-Bon-Secours
- Plaza Jacques-Cartier
- Place d’Armes

La estación de metro más cercana es la Champ-de-Mars.

## Galería

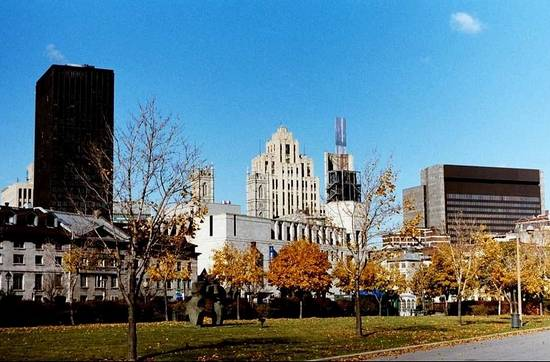
Vieux-Montréal
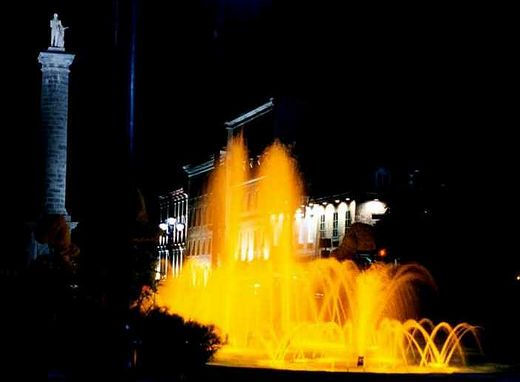
Place Vauquelin con Colon Nelson
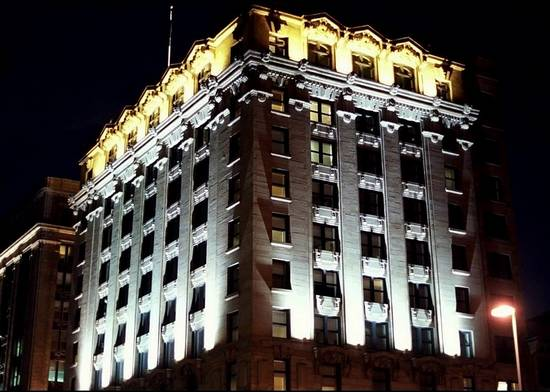
Canadian Express Building (1908), ahora Hôtel St-Paul
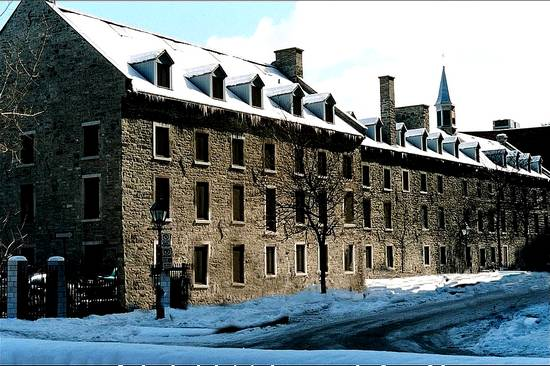
Hôpital général
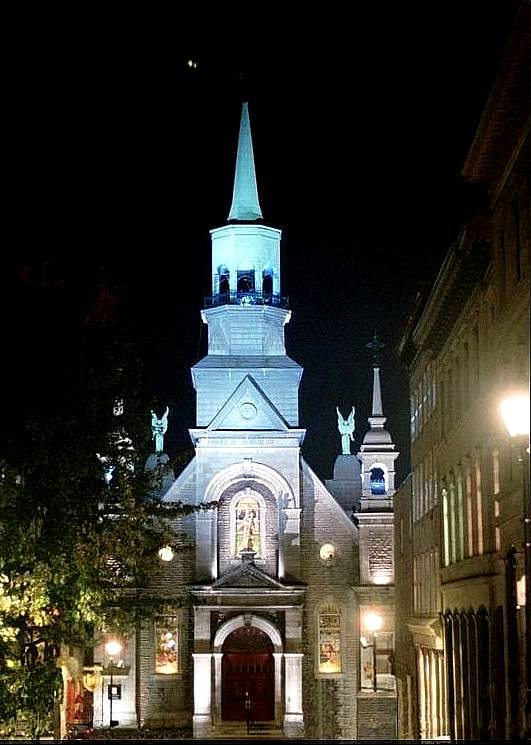
Notre-Dame-de-Bon-Secours
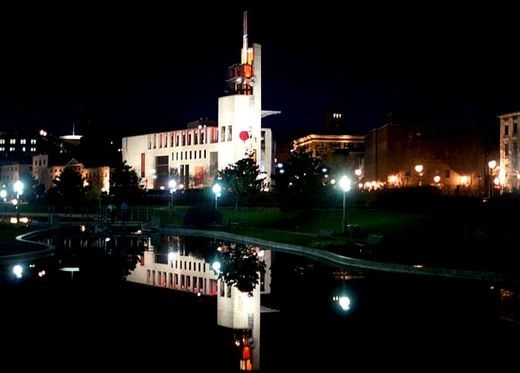
Pointe-à-Callière
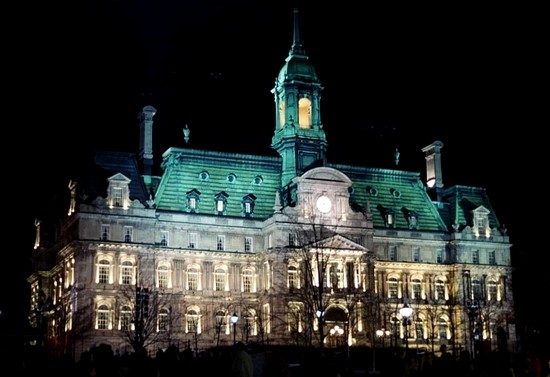
Ayuntamiento de Montreal
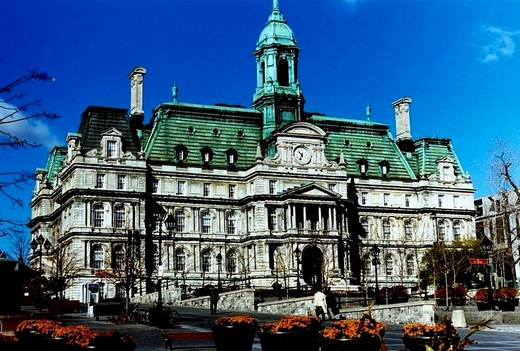
Ayuntamiento de Montreal
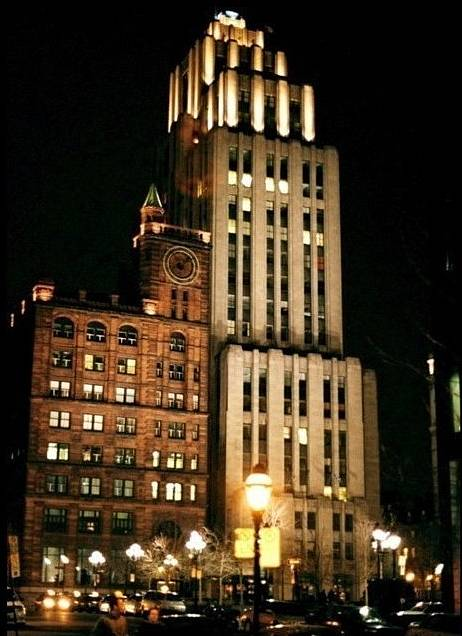
New York Life Building e Aldred Building, Place d'Armes
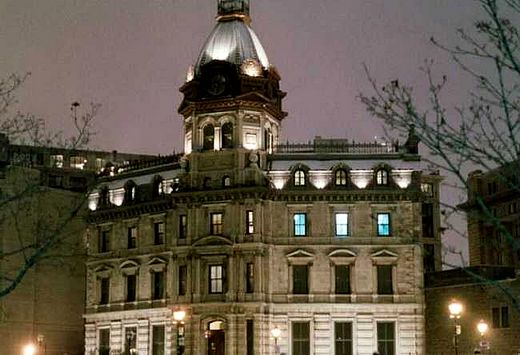
Édifice des Commissaries (1878)
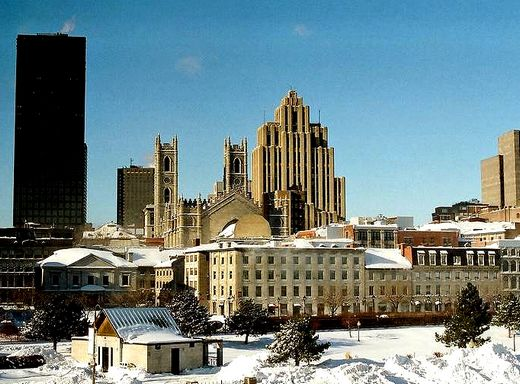
Place d'Armes
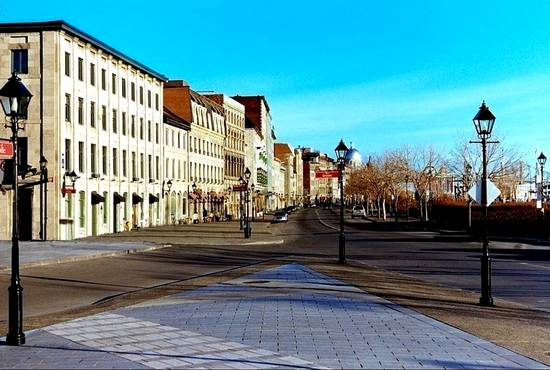
Rue de la Commune
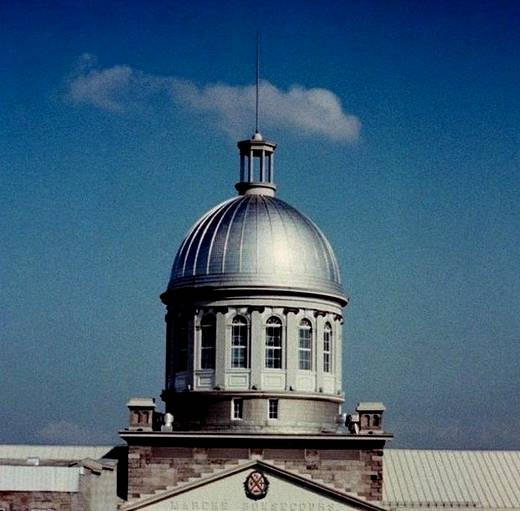
Cúpula del Mercado Bonsecours
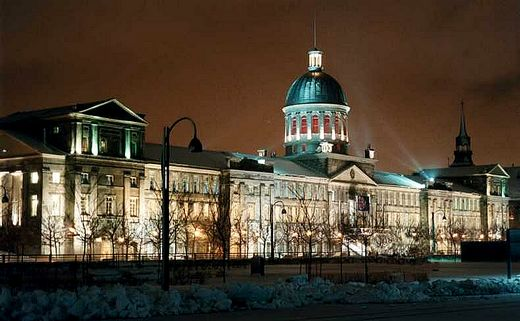
Mercado Bonsecours
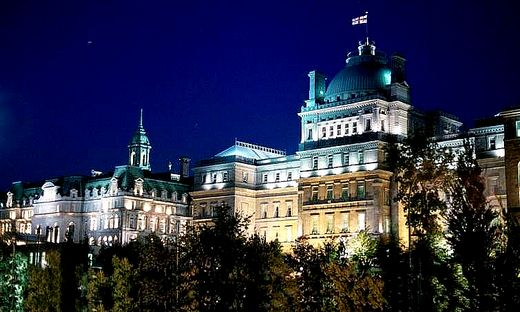
Ayuntamiento de Montreal, Antiguo Palacio de Justicia
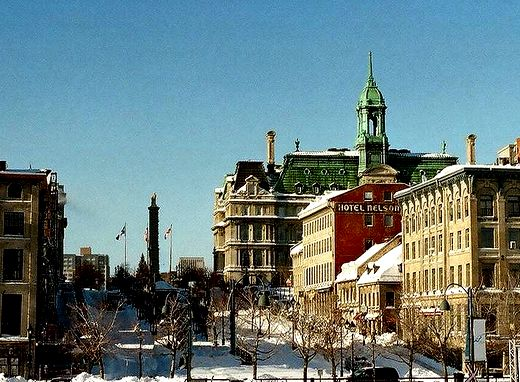
Place Jacques-Cartier
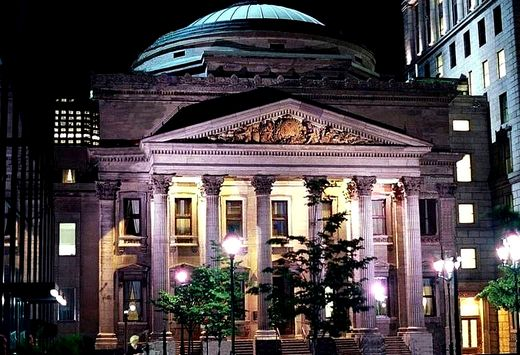
Bank of Montreal
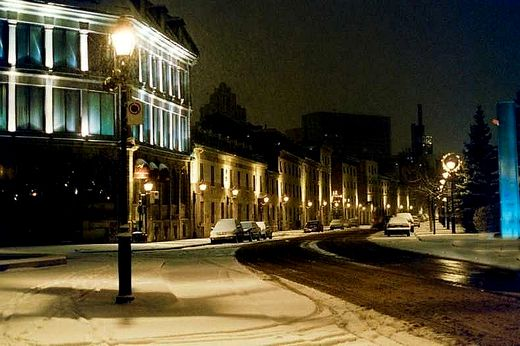
Rue de la Commune
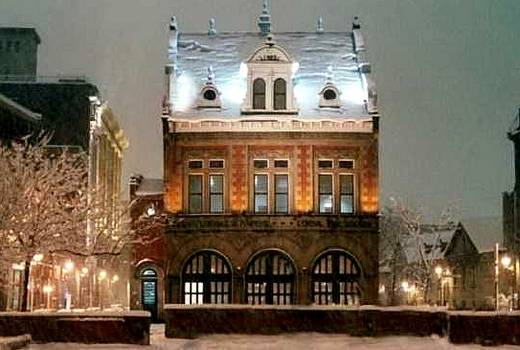
Estación de bomberos (1903), Place d'Youville
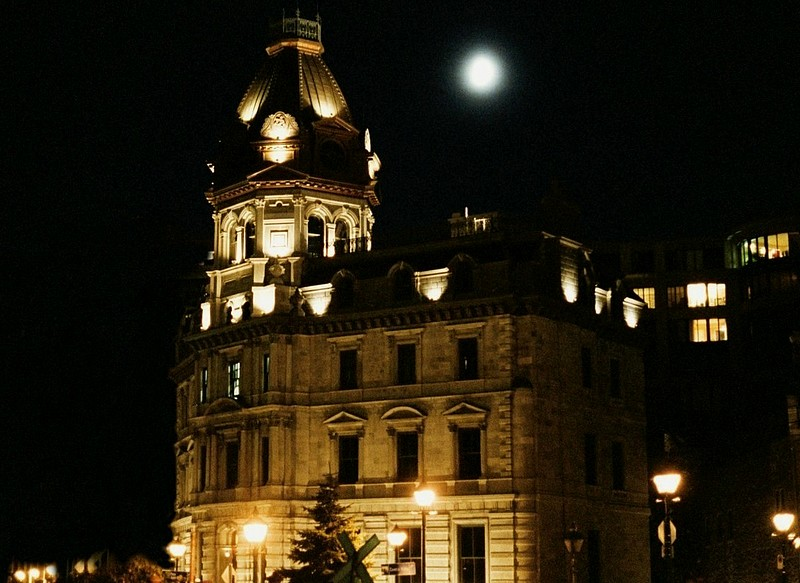
Édifice des Commissaries (1878)
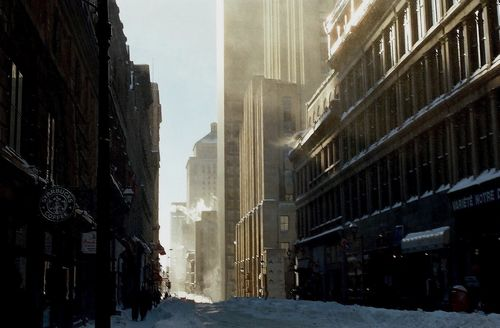
Rue Notre-Dame
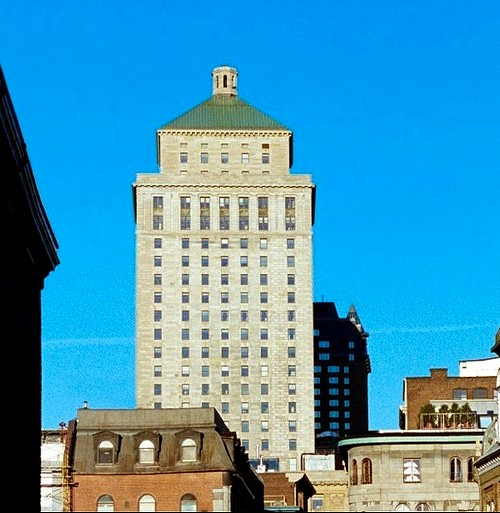
Royal Bank Building
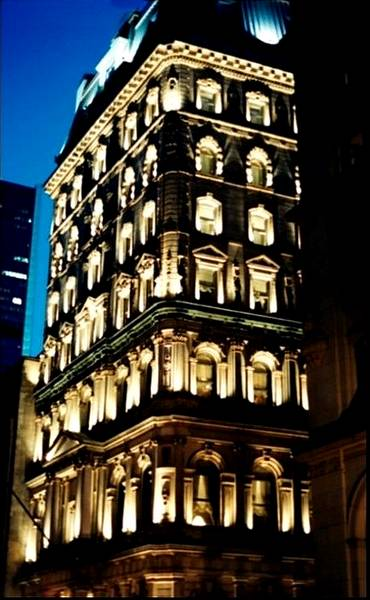
Merchant Bank (1873), ahora Hôtel St-James
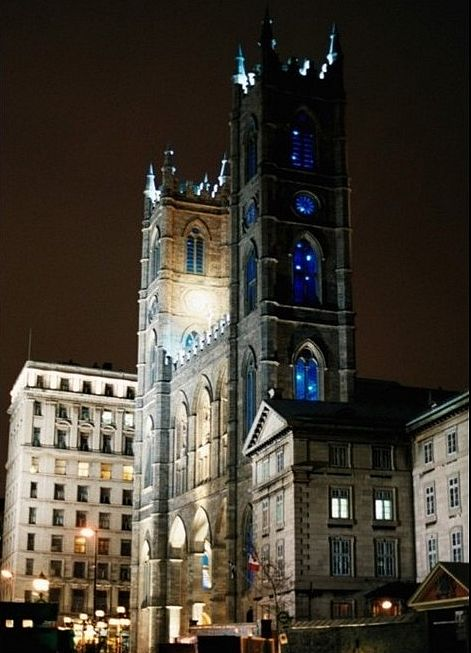
Basílica Notre-Dame de Montreal